# Teatro Argentina (Rome)

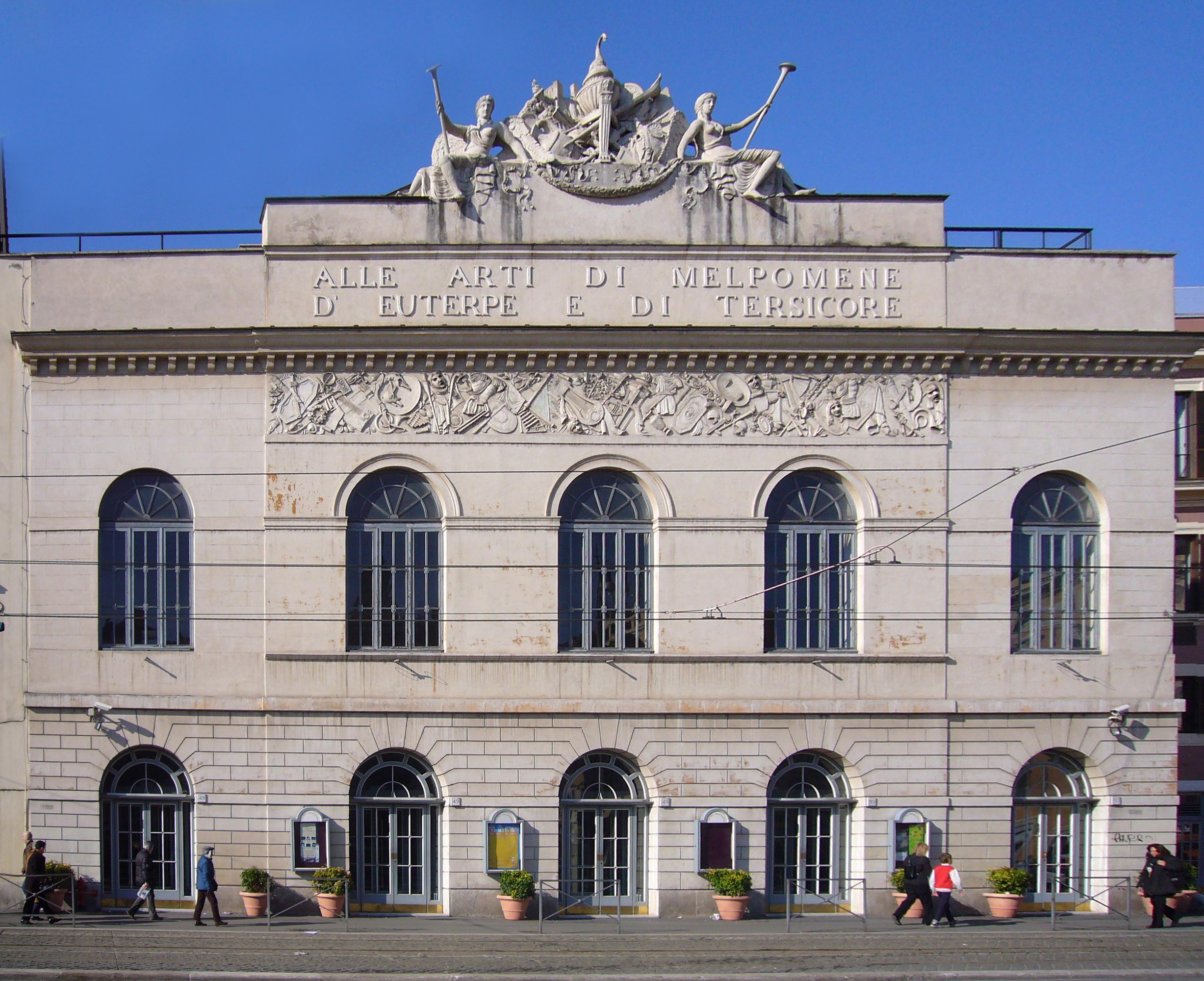
Voorgevel van Teatro Argentina

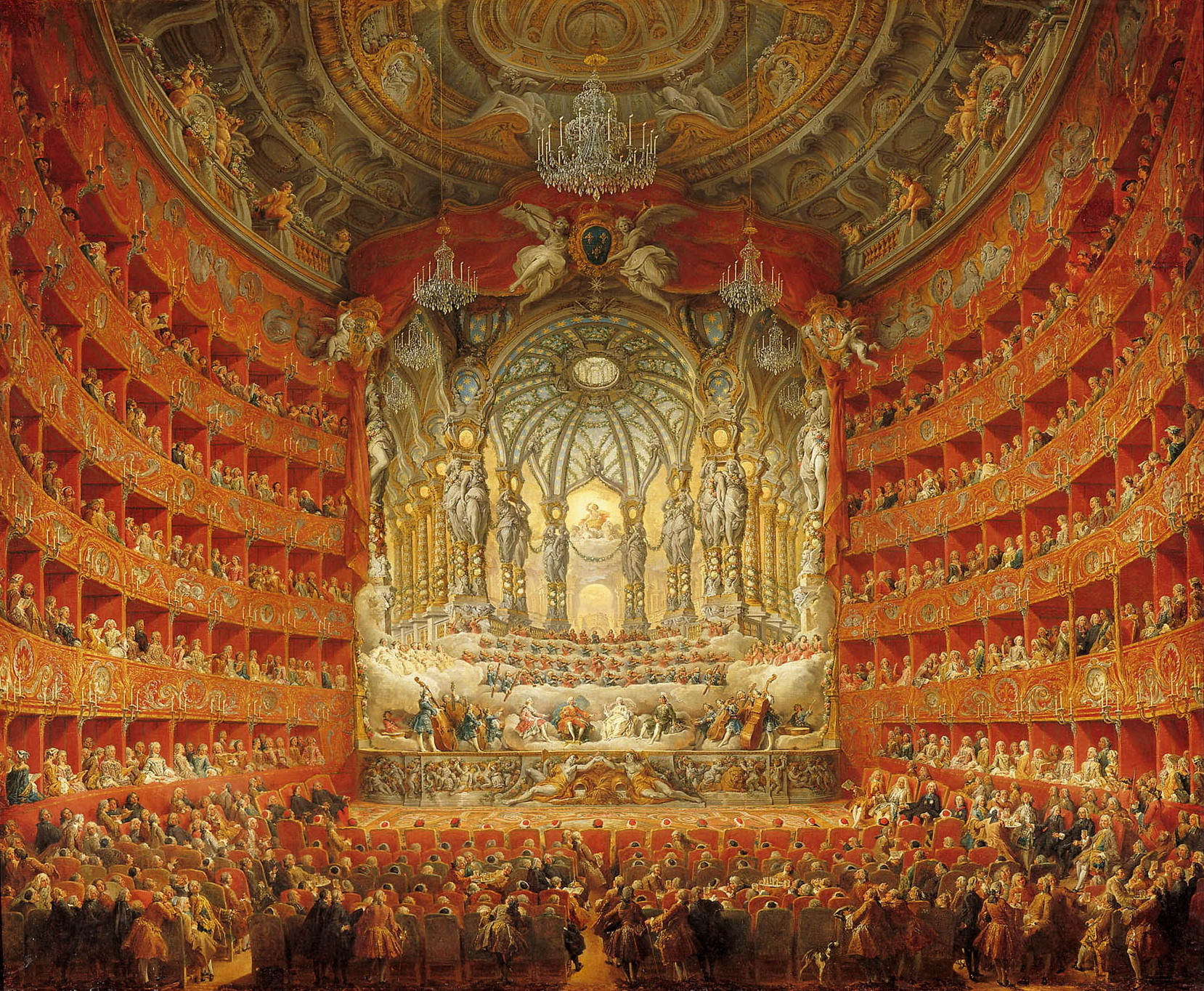
Giovanni Paolo Pannini (1747): interieur van Teatro Argentina

Teatro Argentina is een operagebouw en schouwburg aan de Largo di Torre Argentina in Rome. Het is de zetel van het Teatro di Roma. Er worden opera's, toneelstukken en concerten opgevoerd.

## Beschrijving
Het opschrift op de attiek wijdt het gebouw "aan de kunsten van Euterpe, Melpomene en Terpsichore", de muzen van respectievelijk fluitspel, tragedie en dans. De theaterzaal is een typisch théâtre all'italienne: de zitplaatsen bevinden zich op het hoefijzervormige plateau en op de zes rijen balkons die er eveneens hoefijzervormig omheen lopen en ingedeeld zijn in 186 afzonderlijke loges. Een tekening van Pannini uit 1743 geeft hiervan een idee.

## Geschiedenis
Het theater werd in 1730 gebouwd door hertog Giuseppe Sforza Cesarini als een van de oudste publieke theaters van Rome na de Oudheid. De eerste opvoering ging er door in 1732.Het theater werd in latere eeuwen meermaals verbouwd; de laatste maal was in 1993. De gevel dateert uit 1826. Sinds 1869 is het theater eigendom van de stad Rome.
Vooral in de 19e eeuw beleefden in dit theater een aantal opera's hun première, waaronder:
- van Gioacchino Rossini: Il barbiere di Siviglia (1816). Bij de première werd het werk uitgejouwd door gangmakers in het publiek, die daarvoor waren betaald door Rossini's concurrent. Vanaf de tweede voorstelling kende het werk echter groot succes. Van dezelfde componist: Adelaide di Borgogna (1817) en Otello ossia Il moro di Venezia (1819).
- van Gaetano Donizetti: Il trionfo di Alessandro Magno il Macedone (1815) en Zoraida di Granata (1822).
- van Giuseppe Verdi: I due Foscari (1844) en La battaglia di Legnano (1849).

## Naam
De naam heeft niets te maken met het land Argentinië, maar verwijst naar de stad Straatsburg. Op nr. 44 in de Via del Sudario in Rome, tussen de kerk van San Giuliano dei Fiamminghi en de basiliek van Sant’Andrea della Valle, ligt namelijk het bewaarde en sterk herwerkte gedeelte van het palazzetto (stadspaleis, letterlijk "klein paleis") van Johannes Burckardt (in het Italiaans: Giovanni Burcardo). Deze 15e-eeuwse priester uit de omgeving van Straatsburg schopte het in Rome tot ceremoniemeester van opeenvolgende pausen tot aan zijn dood in 1506.
Deze Burcardo richtte eind 15e eeuw een palazzetto op, uitgestrekter dan het bewaarde gedeelte, rond een oudere middeleeuwse toren, die werd hernoemd tot Torre Argentina naar de herkomst van de nieuwe eigenaar (afgeleid van Argentoratum, de Latijnse naam van Straatsburg). De straat aan de zijkant van het palazzo kreeg de naam Via di Torre Argentina.
Het eigendom van de grond en daarmee ook van het gebouw werd juridisch aangevochten door de familie Cesarini, die al uitgestrekte palazzi bezat aan de overzijde van de Via di Torre Argentina (palazzi afgebroken in 1927-1929). Het salomonsoordeel van de rechter luidde dat het eigendomsrecht na de dood van Burcardo zou overgaan op de familie Cesarini. Het is op die gronden dat hertog Sforza-Cesarini in 1730 het theater liet oprichten. Daarvoor moest een deel van Burcardo’s palazzetto worden afgebroken, maar de naam ervan werd overgenomen door de schouwburg: “Teatro Argentina”.
In de 18e eeuw werd het bovenste gedeelte van de Torre Argentina afgebroken, zodat hij geen toren meer kan worden genoemd; de resterende (beneden)verdiepingen werden geïntegreerd in de technische ruimten van het theater. Burcardo’s palazzetto aan de Via del Sudario 44 herbergt nu een museum en een bibliotheek gewijd aan de geschiedenis van het theatergenre.

## Afbeeldingen

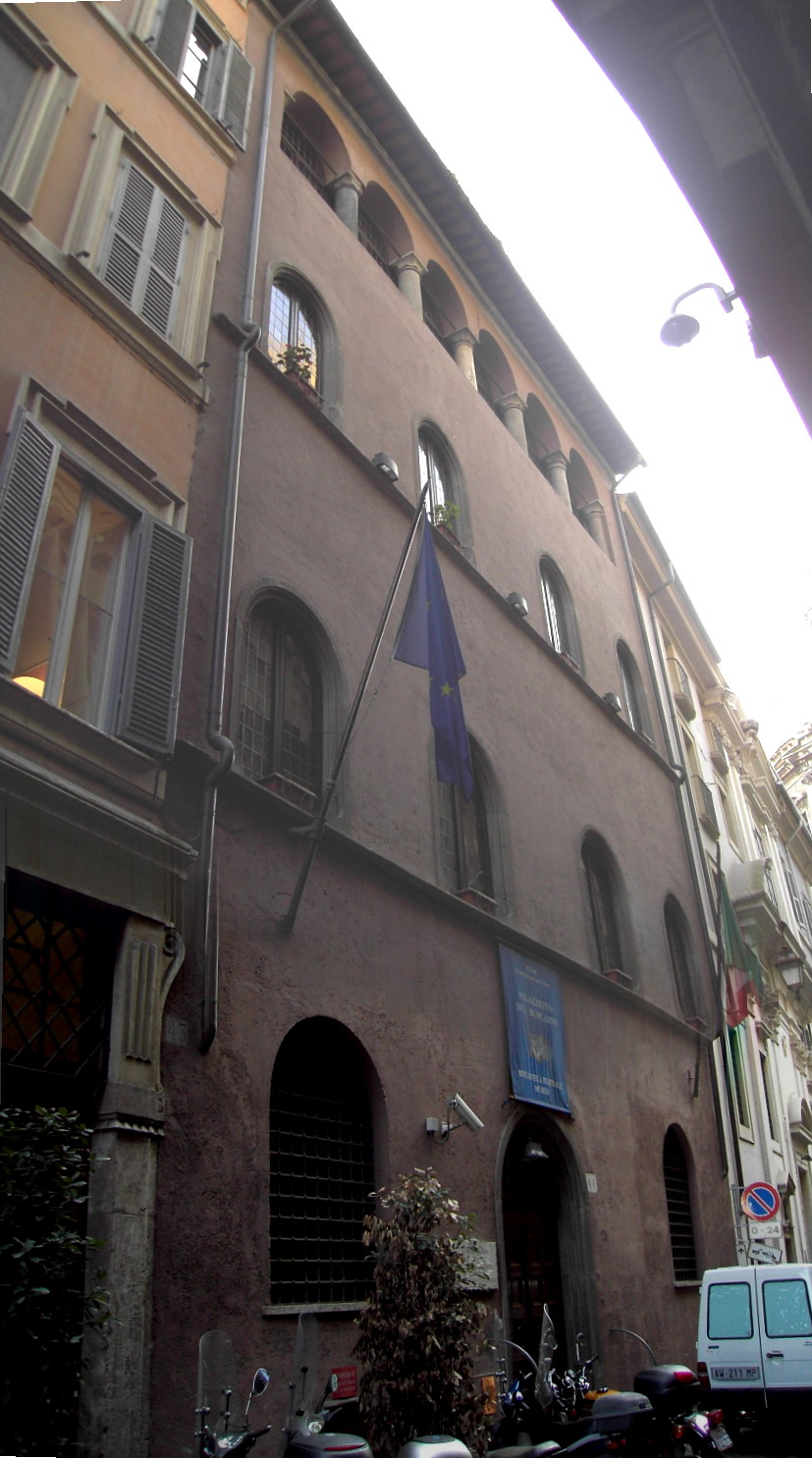
Palazzetto van Burcardo in de Via del Sudario
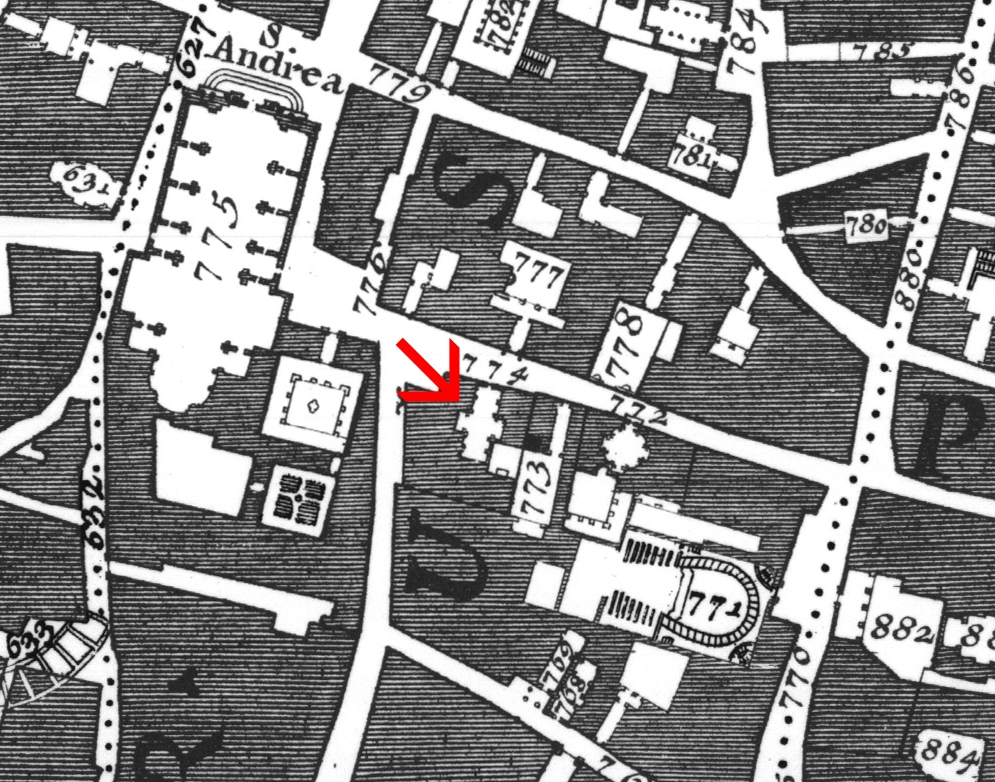
Plan van Gianbattista Nolli (1748): 775 Sant’Andrea della Valle; 773 Palazzetto van Burcardo; 772 San Giuliano dei Fiamminghi; 771 Teatro Argentina; 770 Via della Torre Argentina